# Liste der Biografien/Abo
Liste der Biografien |
Portal Biografien |
Personensuche
# |
A |
B |
C |
D |
E |
F |
G |
H |
I |
J |
K |
L |
M |
N |
O |
P |
Q |
R |
S |
T |
U |
V |
W |
X |
Y |
Z |
?
 
Aa |
Ab |
Ac |
Ad |
Ae |
Af |
Ag |
Ah |
Ai |
Aj |
Ak |
Al |
Am |
An |
Ao |
Ap |
Aq |
Ar |
As |
At |
Au |
Av |
Aw |
Ax |
Ay |
Az
 
Aba |
Abb |
Abc |
Abd |
Abe |
Abf |
Abg |
Abh |
Abi |
Abj |
Abk |
Abl |
Abm |
Abn |
Abo |
Abp |
Abr |
Abs |
Abt |
Abu |
Abw |
Aby |
Abz
Die Liste der Biografien führt alle Personen auf, die in der deutschsprachigen Wikipedia einen Artikel haben. Dieses ist eine Teilliste mit 120 Einträgen von Personen, deren Namen mit den Buchstaben „Abo“ beginnt.

## Abo
- Abo el-Sadat, Tahssen (* 1976), ägyptischer Fußballschiedsrichterassistent
- Abo Nassour (1927–1983), tschadischer Politiker
- Abo Rida, Hany (* 1953), ägyptischer Fußballfunktionär
- Abo Treka, Mohamed (* 1978), ägyptischer Fußballspieler
- Abo von Tiflis († 786), christlicher Märtyrer und Patron der Stadt Tiflis, Georgien
- Abo, Kiyokazu (1870–1948), japanischer Admiral und Politiker
- Abo, Léonie (* 1945), kongolesische Widerstandskämpferin, Aktivistin und Schriftstellerin
- Abo, Maryam d’ (* 1960), britische Schauspielerin
- Abo, Olivia d’ (* 1969), britische Schauspielerin und SängerinOlivia d’Abo (* 1969)

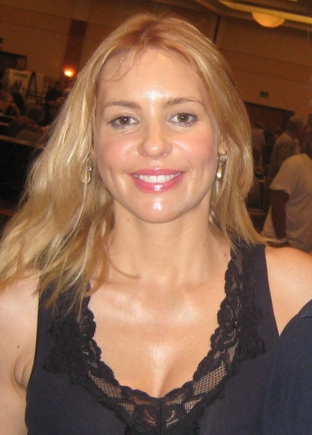
Olivia d’Abo (* 1969)

- Abo-Alyonan, Pierre Eliyya (1840–1894), Patriarch von Babylon der chaldäisch-katholischen Kirche

### Aboa
- Aboab, Abraham († 1642), portugiesischer Kaufmann und Rabbiner
- Aboab, Isaac († 1493), kastilischer Rabbiner und Gaon
- Aboab, Isaac I., jüdischer Gelehrter
- Aboaja, Rose (* 1977), nigerianische Sprinterin

### Aboe
- Aboelkheir, Fayrouz (* 2006), ägyptische Squashspielerin

### Abog
- Abogunloko, Bukola (* 1994), nigerianische Sprinterin

### Aboi
- Aboian, Valerio (* 2002), argentinischer Tennisspieler

### Abol
- Abol Fath Khan († 1779), Schah von Persien aus der Dynastie der Zand-Prinzen
- Ābola, Alīda (* 1954), lettische Orientierungsläuferin
- Abolafia, Yossi (* 1944), israelischer Autor und Illustrator
- Abold, Dimitri (* 1995), deutscher Schauspieler
- Abolenzew, Wladimir Alexandrowitsch (1927–2012), sowjetischer Jurist und Politiker (KPdSU)
- Abolfazli, Mohammadreza (* 1977), iranischer Fußballschiedsrichterassistent
- Abolhasani, Hamid Reza (* 1982), iranischer Dreispringer
- Abolhassan, Ferri (* 1964), deutscher Informatiker
- Abolhassan, Khan Ilchi (1776–1846), persischer Außenminister, Botschafter und Schriftsteller
- Āboliņš, Edmunds (* 1907), lettischer Fußballspieler
- Āboliņš, Tālivaldis (1932–1991), sowjetischer Schauspieler und Sänger
- Abolins, Uldis (1923–2010), australisch-lettischer Maler
- Ābols, Artis (* 1973), lettischer Eishockeyspieler und -trainer
- Ābols, Gundars (* 1964), lettischer Brigadegeneral
- Ābols, Rodrigo (* 1996), lettischer Eishockeyspieler
- Āboltiņa, Solvita (* 1963), lettische Politikerin und Justizministerin, Mitglied der Saeima

### Abom
- Åbom, Johan Fredrik (1817–1900), schwedischer Architekt
- Abomangoli, Nadège (* 1975), französische Politikerin

### Abon
- Abondante, Giulio, italienischer Lautenist und Komponist
- Abondio, Alessandro († 1648), italienischer Medailleur und Wachsbossierer
- Abondio, Antonio (1538–1591), italienischer Medailleur und Wachsbossierer
- Abonyi, István (1886–1942), ungarischer Schachspieler und Schachfunktionär

### Aboo
- Aboobacker, Abdulla (* 1996), indischer Dreispringer
- Aboobakar, Shama (* 1983), mauritische Badmintonspielerin
- Abood, Matthew (* 1986), australischer Schwimmer

### Abor
- Aborah, Stanley (* 1987), ghanaisch-belgischer Fußballspieler
- Aborn, Lora (1907–2005), US-amerikanische Organistin und Komponistin
- Abornewa, Alexandra (* 1986), kasachische Gewichtheberin

### Abos
- Abós, Francesc (* 1977), spanischer Tänzer und Choreograf
- Abos, Girolamo (1715–1760), maltesischer Komponist des Spätbarock
- Abos, Piroska (* 1962), spanische Skilangläuferin
- Abosch, Heinz (1918–1997), deutscher Schriftsteller, Journalist und Herausgeber
- Abosch, Kevin (* 1969), irisch-amerikanischer Konzeptkünstler
- Abosi, Stephen (* 1993), botswanischer Sprinter
- Abossa, Emebet (* 1974), äthiopische Marathonläuferin
- Abossolo, Gabriel (1939–2014), französischer Fußballspieler und -trainer

### Abou
- Abou Ali, Wessam (* 1999), palästinensisch-dänischer Fußballspieler
- Abou Aouf, Ezzat (1948–2019), ägyptischer Schauspieler und Rockmusiker
- Abou Mokh, François (1921–2006), syrischer Erzbischof im Libanon
- Abou Salem, François (1951–2011), französisch-palästinensischer Dramatiker und Regisseur
- Abou Zeid, Mahmoud (* 2008), libanesischer Leichtathlet
- Abou Zekry, Ola (* 1987), ägyptische Tennisspielerin
- Abou, Samassi (* 1973), französisch-ivorischer Fußballspieler
- Abou, Sélim (1928–2018), libanesischer Historiker, Linguist, Philosoph und Jesuit
- Abou-Chaker, Ahmed (* 1983), deutscher Kunst- und Antiquitätenhändler
- Abou-Chaker, Arafat (* 1976), deutsch-palästinensischer Geschäftsmann
- Abou-Dakn, Masen (* 1963), syrisch-deutscher Liedermacher und Songtexter sowie Autor
- Abou-Khalil, Rabih (* 1957), libanesischer Komponist, Oud-Spieler und Jazzmusiker
- Abou-Nagie, Ibrahim (* 1964), deutsch-palästinensischer Islamprediger
- Abou-Zeid, Amani, ägyptische Entwicklungsexpertin und Kommissarin der Afrikanischen Union
- Abouba, Albadé, nigrischer Politiker (MPR-Jamhuriya)
- Aboubacar, Ibrahim (* 1965), französischer Politiker
- Aboubacar, Inni (* 1948), nigrischer Marathonläufer
- Aboubakar, Vincent (* 1992), kamerunischer FußballspielerVincent Aboubakar (* 1992)

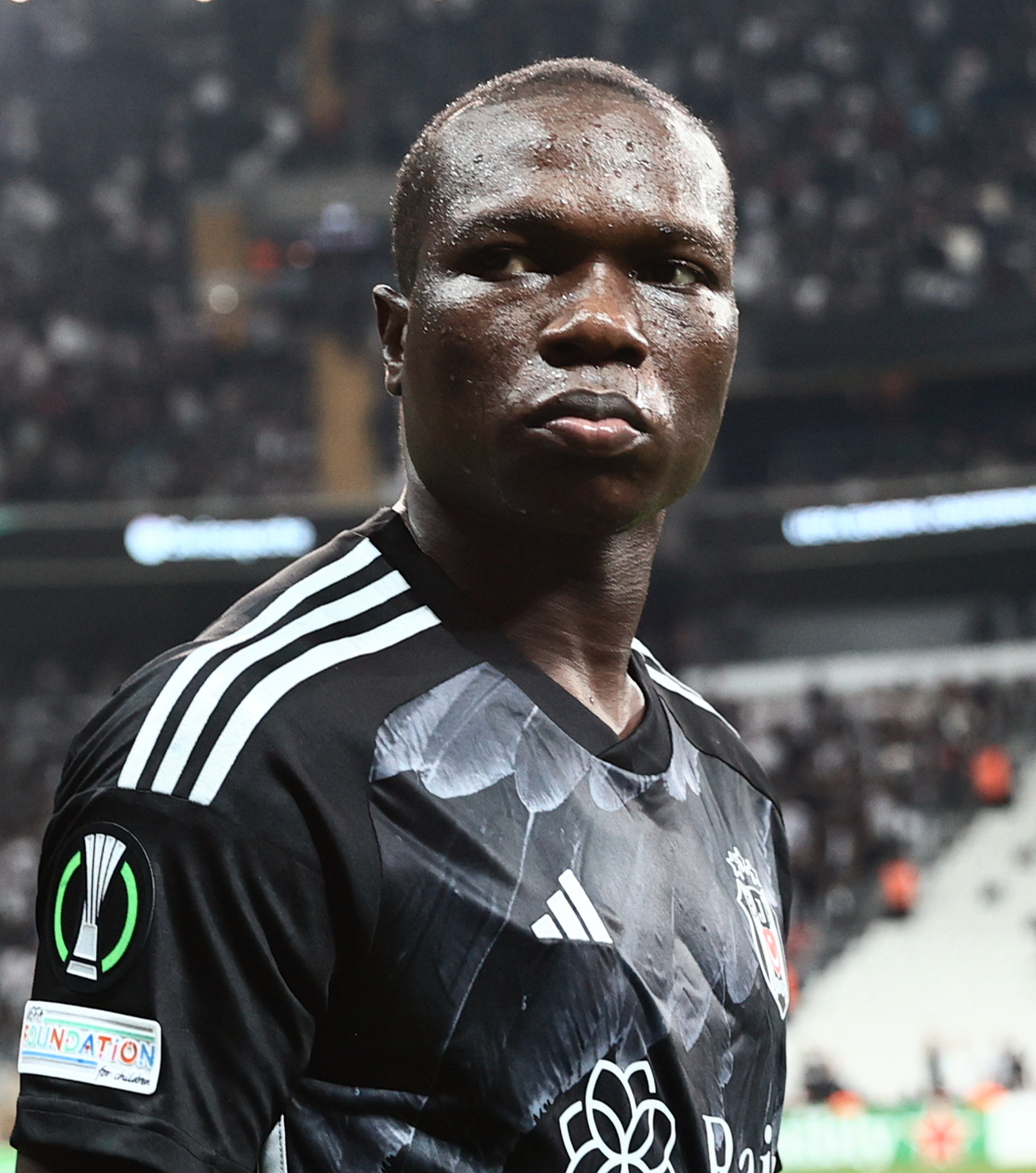
Vincent Aboubakar (* 1992)

- Aboubakari, Nakibou (* 1993), französisch-komorischer Fußballspieler
- Aboucaya, David (* 1966), französischer Filmregisseur
- Abouchabaka, Elias (* 2000), deutscher Fußballspieler
- Abouchdid, Edma (1909–1992), libanesische Medizinerin
- Aboud Mackaye, Abdelwahid (* 1953), tschadischer Militär
- Aboud, Abdulrahman al- (* 1995), saudi-arabischer Fußballspieler
- Aboud, Élie (* 1959), französischer Politiker
- Aboud, Hadel (* 1999), libysche Sprinterin
- Aboud, Rabah (* 1981), algerischer Langstreckenläufer
- Aboudou, Djamili-Dini (* 1996), französischer Boxer
- Aboudrar, Abdesselam (* 1950), marokkanischer Diplomat
- Abouelghar, Mohamed (* 1993), ägyptischer Squashspieler
- Abouelhassan, Youssef (* 2001), ägyptischer Radrennfahrer
- Abouelkassem, Alaaeldin (* 1990), ägyptischer Florettfechter
- Abouelregal, Mahmoud (* 1984), ägyptischer Fußballschiedsrichterassistent
- Abouet, Marguerite (* 1971), französisch-ivorische Comic-Autorin
- Abougzir, Ytai (* 1983), US-amerikanischer Tennisspieler
- Aboujaoudé, Roland (1930–2019), libanesischer Geistlicher und amronitischer Bischof
- Abouk, Hiba (* 1986), spanisch-tunesische SchauspielerinHiba Abouk (* 1986)

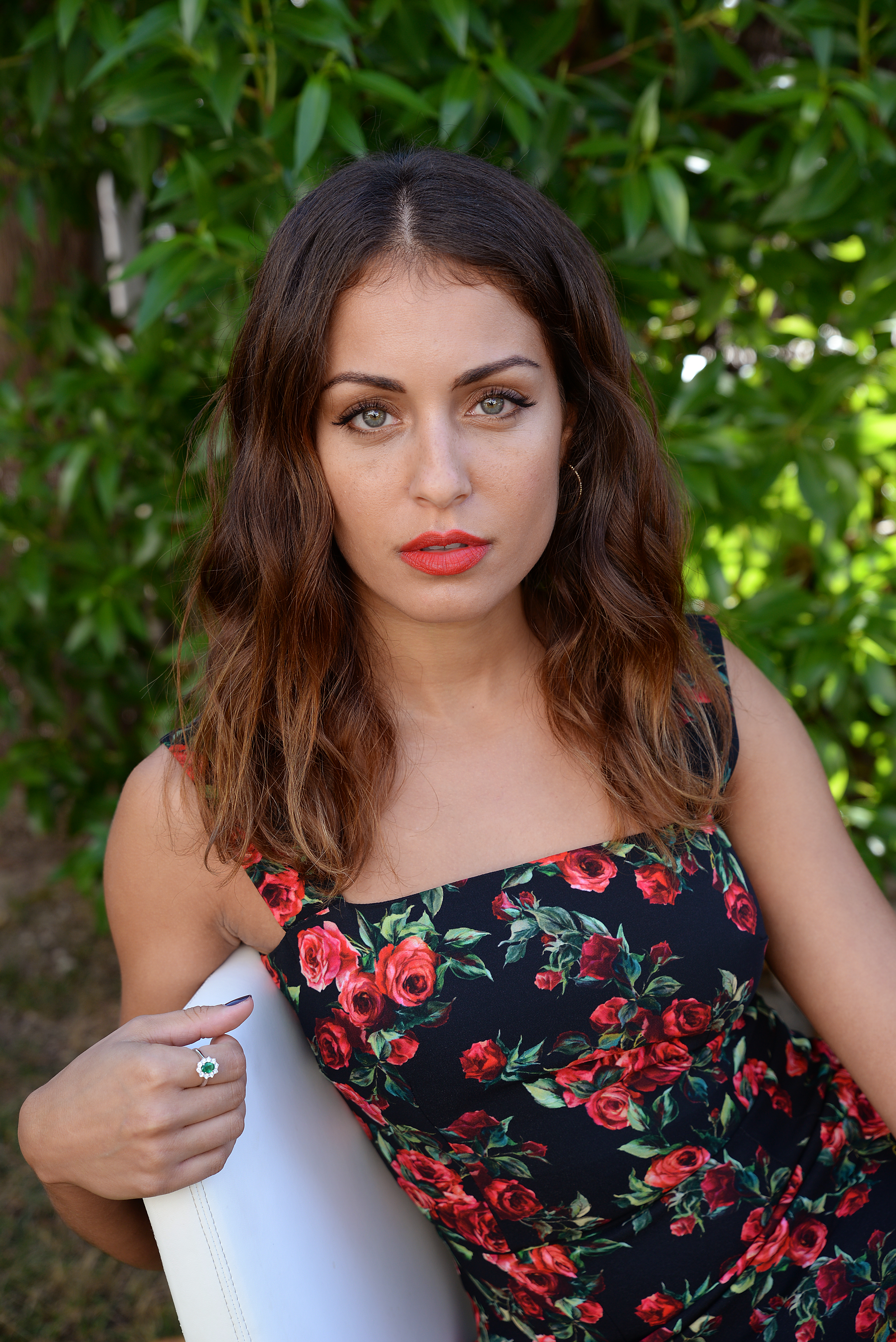
Hiba Abouk (* 1986)

- Abouke, Nancy Genzel (* 2003), nauruische Gewichtheberin
- Aboukhater, Joseph (* 1905), libanesischer Diplomat und Politiker
- Aboukhlal, Zakaria (* 2000), marokkanisch-niederländischer Fußballspieler
- Aboul Gheit, Ahmed (* 1942), ägyptischer Diplomat und Politiker
- Aboul-Enein, Youssef H. (* 1970), US-amerikanischer Militär und Militärschriftsteller
- Aboul-Kheir, Youssef (* 1943), ägyptischer Geistlicher, Bischof von Sohag
- Abouleish, Ibrahim (1937–2017), ägyptischer Chemiker, Unternehmer und Entwicklungshelfer
- Aboulela, Leila (* 1964), sudanesische SchriftstellerinLeila Aboulela (* 1964)

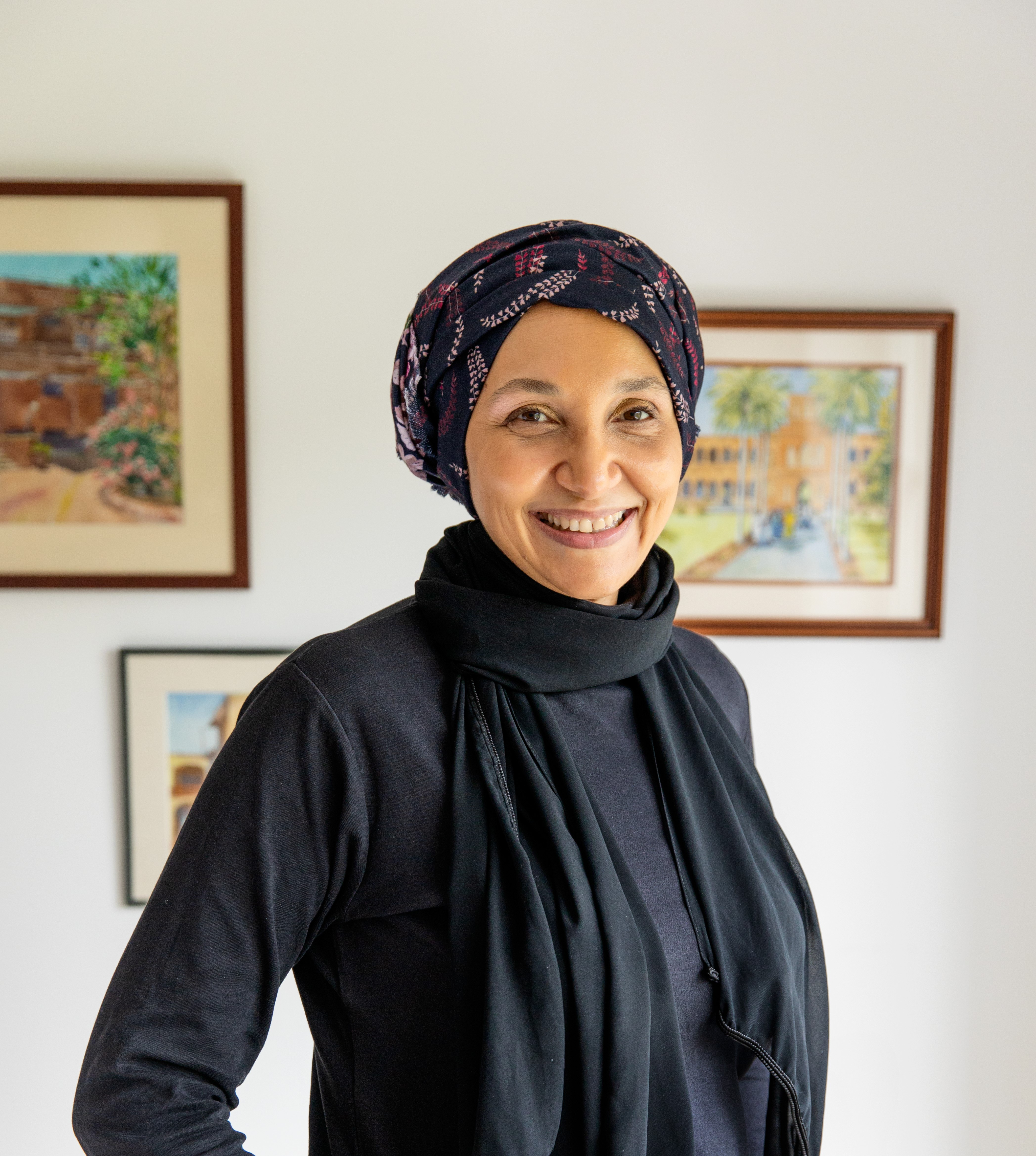
Leila Aboulela (* 1964)

- Aboulker, Isabelle (* 1938), französische Komponistin, Musikpädagogin und Hochschullehrerin
- Aboulker, José (1920–2009), französisch-algerischer Arzt und Widerständler
- Aboulmakarim, Nour (* 2003), ägyptische Squashspielerin
- Abouna, Andreas (1943–2010), irakischer Geistlicher und Bischof
- Abouo, Sam Dominique (* 1973), ivorischer Fußballspieler
- Abourezk, James (1931–2023), US-amerikanischer Politiker (Demokratische Partei)
- About, Edmond (1828–1885), französischer Schriftsteller und Dichter
- Abouta, Sédonoudé (* 1981), malischer Fußballspieler
- Aboutaleb, Ahmed (* 1961), niederländischer Journalist und Politiker (PvdA)
- Aboutalebi, Hamid, iranischer Diplomat
- Abouyoub, Hassan (* 1952), marokkanischer Diplomat
- Abouzaid, Mohammed (* 1981), marokkanisch-US-amerikanischer Mathematiker

### Abov
- Abova, Lera (* 1992), russisch-deutsche Schauspielerin und Model
- Aboville, Augustin-Gabriel d’ (1773–1820), französischer General
- Aboville, Augustin-Marie d’ (1776–1843), französischer Brigadegeneral der Artillerie
- Aboville, François-Marie d’ (1730–1817), französischer Brigadegeneral der Artillerie
- Aboville, Gérard d’ (* 1945), französischer Abenteurer und Politiker, MdEP

### Abow
- Abowjan, Chatschatur (* 1809), armenischer Autor und Schriftsteller

### Aboy
- Aboyade-Cole, Adeola (1950–1989), nigerianischer Hürdenläufer und Stabhochspringer
- Aboyan, Milena (* 1992), jesidisch-kurdische Filmregisseurin, Filmproduzentin und Drehbuchautorin

### Aboz
- Abozekry, Mohamed (* 1991), ägyptischer Musiker (Oud, Komposition)
- Abozen, Patrick (* 1985), deutscher SchauspielerPatrick Abozen (* 1985)

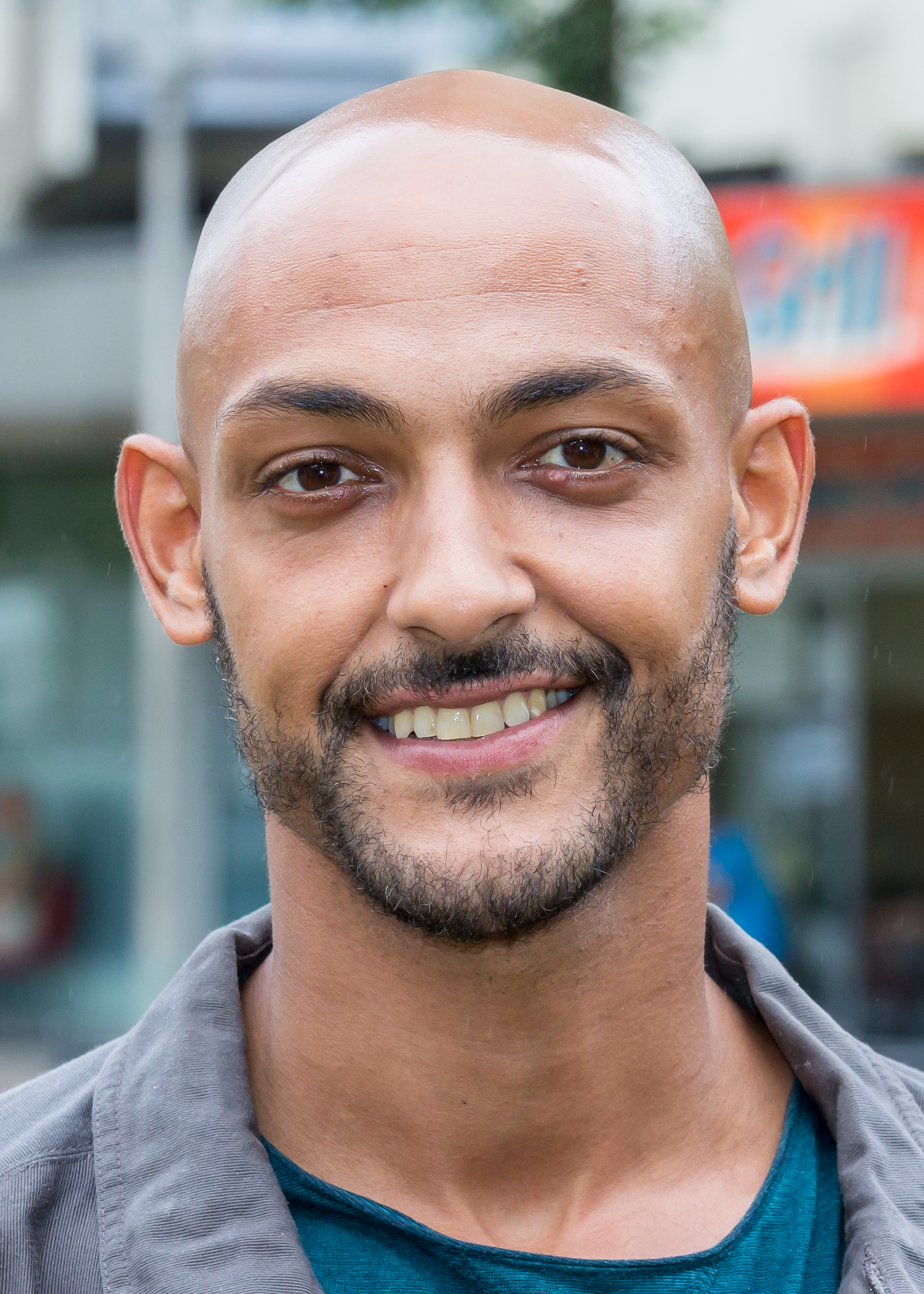
Patrick Abozen (* 1985)